# Стройников, Николай Семёнович
Николай Семёнович Стройников (1813—1872) — контр-адмирал, участник обороны Севастополя в Крымской войне. Сын Семёна Михайловича Стройникова.

## Биография
Родился 10 января 1813 года. Будучи произведён 2 марта 1829 года из кадетов Морского корпуса в гардемарины Черноморского флота, он на корабле «Иоанн Златоуст» крейсировал у Анатолийских и Румелийских берегов, участвовал при сожжении под Пендераклией турецкого корабля и под Акчесарой — корвета и за отличие в этих делах 10 апреля получил чин мичмана.
В 1832—1837 годах Стройников на различных судах дважды сделал переход в Константинополь, а оттуда в Архипелаг и Средиземное море, за первый из которых был удостоен ордена св. Станислава 3-й степени (в 1833 году) и чина лейтенанта (6 апреля 1834 года), и в течение следующих трёх лет (1838—1841) на корабле «Иоанн Златоуст» нёс сторожевую службу у Абхазских берегов, где неоднократно принимал участие в перестрелках с горцами. В последующие годы Стройников нёс службу на разных судах при Севастопольском рейде и находился в крейсерстве в Чёрном море.
Получив 23 февраля 1847 года чин капитан-лейтенанта и в 1850 году орден св. Анны 3-й степени, он в том же 1850 году впервые был назначен командиром отдельного судна, брига «Орфей».
Незадолго до начала Севастопольской кампании, именно в сентябре 1853 года, Стройников, состоя командиром корвета «Андромаха» и входя в состав эскадры вице-адмирала П. С. Нахимова, участвовал в замечательной перевозке десанта из Севастополя на Кавказский берег, а в октябре того же года был в отряде вице-адмирала Серебрякова при двухчасовой бомбардировке укрепления Св. Николая, занятого турками, причем его корвет «Андромаха» понёс серьёзные повреждения, а команда — небольшие потери. 10 февраля 1854 года за «отличную храбрость» пожалован кавалером ордена св. Владимира 4-й степени с бантом.
После недолгого стояния на Севастопольском рейде в качестве командира фрегата «Кагул», Стройников 13 сентября 1854 года был переведён в гарнизон осаждённой англо-французами Севастопольской крепости, в рядах которого находился до 8 августа 1855 года. 10 декабря 1854 года в был ранен голову и контужен в плечо, но тем не менее он остался и на своем посту и за ряд отличий ему были пожалованы орден св. Анны 2-й степени с императорской короной и мечами (в 1855 году) и 6 декабря 1854 года произведён в капитаны 2-го ранга.
26 ноября того же 1854 года Стройников за «18 морских кампаний» был награждён орденом св. Георгия 4-й степени (№ 9524 по кавалерскому списку Григоровича — Степанова).
По окончании военных действий Стройников до 1859 года командовал транспортом «Феодосия» и 26 сентября 1858 года был произведён в капитаны 1-го ранга.
28 декабря 1859 года Стройников был отчислен в запас, но после непродолжительного перерыва 25 июля 1860 года вновь поступил на действительную службу с прикомандированием к Черноморской штурманской роте, и которой состоял до 1867 года, когда был причислен к Черноморскому экипажу. В контр-адмиралы Стройников был произведён 1 января 1868 года и вместе с тем зачислен по резервному флоту.
Кроме упомянутых наград Стройников имел ещё крест «За службу на Кавказе» (1860 год) и медали за русско-турецкую войну 1828—1829 годов и за Севастопольскую оборону.
Стройников умер 14 апреля 1872 года (из списков флота исключён 15 мая).
Его брат Александр также сражался с англо-французами в рядах Севастопольского гарнизона и впоследствии был Николаевским полицмейстером и контр-адмиралом.